# Patrik Děrgel

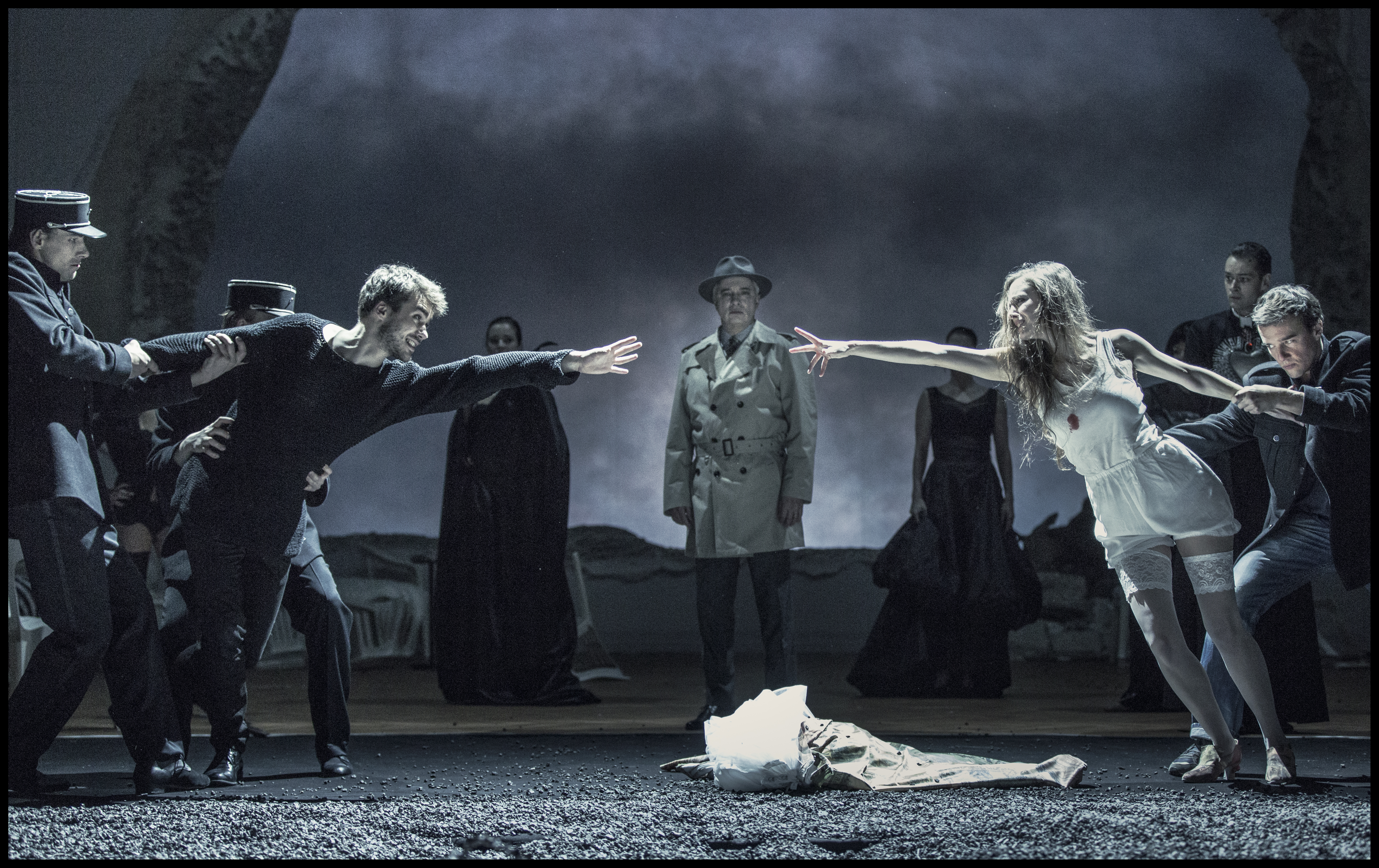
Záběr z inscenace Manon Lescaut (Národní divadlo, režie Daniel Špinar, premiéra 11. 2. 2016). Patrik Děrgel jako des Grieux, Jana Pidrmanová jako Manon, Vladislav Beneš jako pan Duval.

Patrik Děrgel (* 24. února 1989 Bohumín) je český filmový a divadelní herec a zpěvák.

## Životopis
Patrik Děrgel chodil na ZŠ Mládí v Orlové a je absolventem Janáčkovy konzervatoře v Ostravě. Během studia účinkoval v Divadle Petra Bezruče a v Těšínském divadle. Ve studiu pokračoval na pražské DAMU. Od sezóny 2011/2012 působil v angažmá ve Švandově divadle v Praze, v letech 2015–2021 byl členem souboru Činohry Národního divadla v Praze, od roku 2021 zde hostuje.
Je držitelem Ceny Alfréda Radoka v kategorii Talent roku za rok 2013, za ztvárnění Hamleta ve stejnojmenné inscenaci Švandova divadla (režie Daniel Špinar) byl pak nominován na Cenu Thálie 2014 za nejlepší mužský herecký výkon v činohře.
Zpívá a hraje na kytaru v kapele EMA. Je dysgrafik a dyslektik.
Jeho manželkou je herečka Markéta Děrgelová, se kterou má syna Vavřince, který se narodil v roce 2016 a dceru Miru, která se narodila v roce 2021.
V roce 2018 se objevil v páté řadě televizní soutěže Tvoje tvář má známý hlas. V soutěži skončil na třetím místě. V šesté řadě pořadu účinkoval jako herecký kouč.

## Filmografie
| Rok                                                                    | Název                       | Role                          | Poznámky                       |
| ---------------------------------------------------------------------- | --------------------------- | ----------------------------- | ------------------------------ |
| 2010                                                                   | Škola princů                | princ Richard                 |                                |
| 2011                                                                   | Smíchov pláče, Brooklyn spí | ochotník                      |                                |
| 2012                                                                   | DonT Stop                   | Miki                          |                                |
| 2012                                                                   | Kriminálka Anděl            | Daniel Burda                  | televizní seriál, díl: „Klára“ |
| 2012                                                                   | Helena                      | Viktor Holý                   | televizní seriál               |
| 2013                                                                   | Martin a Venuše             | Richard                       |                                |
| 2013                                                                   | Sanitka 2                   | Michal Radosta                | televizní seriál               |
| 2013                                                                   | Ulice                       | Vašek                         | televizní seriál               |
| 2013                                                                   | Nepravděpodobná romance     | Igor                          |                                |
| 2013                                                                   | Hořící keř                  | Pavel Janda                   |                                |
| 2014                                                                   | Občanská naděje             |                               | studentský film                |
| 2015                                                                   | Fotograf                    | badatel                       |                                |
| 2015                                                                   | Korunní princ               | princ Jan                     | televizní film                 |
| 2016                                                                   | V.I.P. vraždy               | kapitán Tomáš Beran           | televizní seriál               |
| 2017                                                                   | Muzzikanti                  | Robin                         |                                |
| 2017                                                                   | Modrý kód                   | MUDr. Pavel Veselý            | televizní seriál               |
| 2018                                                                   | Tvoje tvář má známý hlas    | soutěžící                     | televizní pořad                |
| 2019–dosud                                                             | Ordinace v růžové zahradě   | MUDr. Patrik Mára             | televizní seriál               |
| 2020                                                                   | Smečka                      | asistent trenéra Mára         |                                |
| 2021                                                                   | Jak si nevzít princeznu     | Hynek                         | televizní film                 |
| 2022 2024 \|\| Odznak Vysočina \|\| Vašek Kocián \|\| televizní seriál |                             |                               |                                |
| Idiot                                                                  | Myškin                      |                               |                                |
| Specialisté Kamarádi                                                   | David Majer                 | televizní seriál, díl: Perník |                                |

## Divadlo, výběr
- 2006: Zvonokosy, Národní divadlo moravskoslezské
- 2009: Putování ve větvích, Taneční studio Light
- 2010: Merlin aneb Pustá zem, Švandovo divadlo na Smíchově
- 2011: Médea, Divadlo DISK
- 2011: Les, Divadlo DISK
- 2011: Hosté, Divadlo DISK
- 2011: Smíchoff/on, Švandovo divadlo na Smíchově
- 2011: Román pro ženy, Švandovo divadlo na Smíchově
- 2011: Anděl / Projekt Pašije, Švandovo divadlo na Smíchově
- 2011: Gottland (Masky tragické bezradnosti), Švandovo divadlo na Smíchově
- 2012: Mlč, Jobe, mlč!, Švandovo divadlo na Smíchově
- 2012: Frankenstein, Švandovo divadlo na Smíchově
- 2012: Crash u potoka, Švandovo divadlo na Smíchově
- 2012: Eskalátor (manifest outsidera), Švandovo divadlo na Smíchově
- 2012: Čarodějnice z Edmontonu, Divadlo DISK
- 2012: El Príncipe Constante (Vytrvalý princ), Divadelní společnost Masopust
- 2012: Podoba věcí, Café teatr Černá labuť
- 2013: Zatáčka, Švandovo divadlo na Smíchově
- 2013: Hamlet, Švandovo divadlo na Smíchově[8]
- 2013: Nebe nad Berlínem, Švandovo divadlo na Smíchově
- 2013: Vladimirova děvka, Švandovo divadlo na Smíchově
- 2013: Země Lhostejnosti, Švandovo divadlo na Smíchově
- 2013: Čupakabra, divadelní společnost Masopust
- 2013: Lucie, větší než malé množství lásky, Hudební divadlo Karlín
- 2014: Mário a kouzelník, SergeArt
- 2014: Idioti, Švandovo divadlo na Smíchově
- 2014: Proměna, Švandovo divadlo na Smíchově
- 2014: Dům bez Boha, Švandovo divadlo na Smíchově
- 2014: The Addams Family, Hudební divadlo Karlín
- 2014: Othello, benátský mouřenín, Stavovské divadlo
- 2015: Popeláři, Švandovo divadlo na Smíchově[9]
- 2015: Modrý pták, Stavovské divadlo
- 2016: Manon Lescaut, Národní divadlo[10]
- 2016: Sen čarovné noci, Národní divadlo[11]
- 2016: Pýcha a předsudek, Národní divadlo
- 2017: Krvavá svatba, Stavovské divadlo
- 2017: Jsme v pohodě, Nová scéna Národního divadla
- 2018: Penzion pro svobodné pány, Divadlo Palace
- 2018: Zbyhoň, Nová scéna Národního divadla[12]
- 2019: Kytice, Národní divadlo
- 2023 Romeo a Julie divadlo na Vinohradech